# Warung

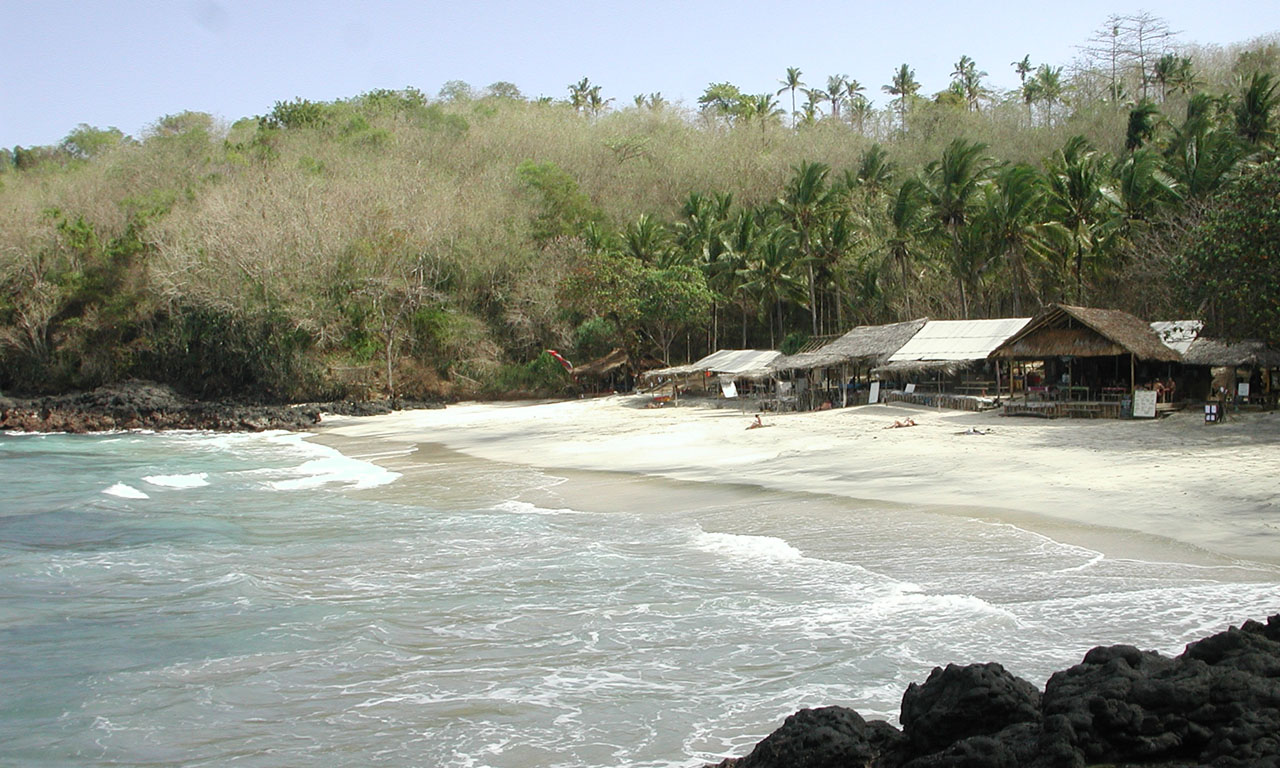
Alcuni warung alla spiaggia bianca di Padangbai

Un warung (vecchio spelling waroeng) è un'attività di lavoro familiare in Indonesia e Malaysia, solitamente riguardante la vendita di cibo e bevande, ma anche di altri beni di prima necessità. I warung sono aperti giorno e notte e sono parte essenziale della vita indonesiana.
Ne esistono di vari tipi: alcuni vendono bibite, sigarette, caramelle e altre necessità quotidiane, altri sono diventati veri e propri ristoranti più o meno grandi. Un warung con cucina generalmente offre cibo locale a prezzi molto bassi, partendo da un'unica offerta di nasi campur fino ad arrivare ad un menu alla carta molto ampio.
La caratteristica principale è come si compone il piatto: in una vetrina sono presentate delle vasche con almeno una ventina di pietanze differenti, il cliente sceglie poi cosa affiancare al riso determinando così il prezzo finale.

## Nella cultura di massa
- In una sequenza del film indonesiano Marlina, omicida in quattro atti (Marlina si Pembunuh dalam Empat Babak), regia di Mouly Surya (2017), la protagonista Marlina è cliente di un warung sull'isola Sumba.

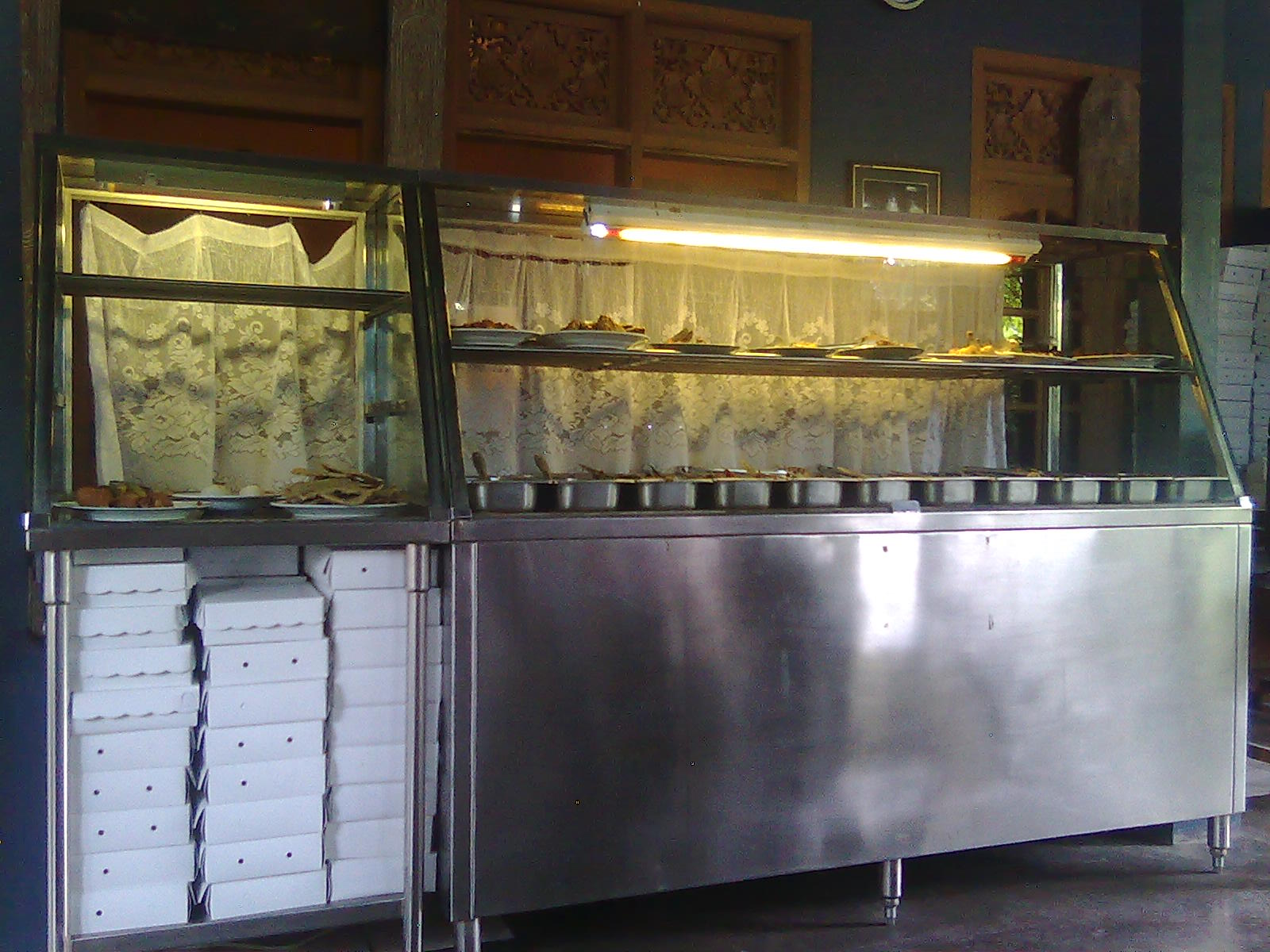
Le proposte di un Warung a Bali